# Tiroteio em Praga em 2023
O tiroteio em Praga em 2023 ocorreu em 21 de dezembro de 2023, quando 16 pessoas, incluindo o atirador, foram mortas em um tiroteio em massa na Faculdade de Letras da Universidade Carolina, na Praça Jan Palach, no centro de Praga, República Tcheca. Mais vinte e cinco pessoas ficaram feridas, nove delas gravemente.
A polícia chegou e isolou uma grande área ao redor do local do tiroteio. Ao fazê-lo, o atirador suicidou-se e o edifício da universidade foi evacuado. A polícia encontrou seu pai morto no início do dia.
O atentado é o tiroteio em massa mais mortal na história da República Checa desde a dissolução da Tchecoslováquia em 1993, e é um dos tiroteios em massa mais mortíferos na Europa desde o massacre do teatro Bataclan em novembro de 2015.

## Eventos

### Assassinatos anteriores
Segundo a polícia, o suspeito foi possivelmente responsável pelos assassinatos de um pai de 32 anos e do seu filho num carrinho de bebê em uma floresta de Klánovice, no dia 15 de dezembro. A operação de busca, durante a qual centenas de policiais revistaram toda a floresta, terminou em 20 de dezembro sem que nenhum suspeito fosse encontrado.
De acordo com um oficial da Interpol, o suspeito matou seu pai na casa de sua família em Hostouň, distrito de Kladno, no mesmo dia do tiroteio na escola.
A polícia revistou a residência, onde teria encontrado dispositivos explosivos improvisados e outros explosivos e armas de fogo. A polícia também realizou buscas no Aeroporto de Praga, onde o pai do atirador trabalhava no departamento de segurança do aeroporto.

### Tiroteio na Universidade Carolina

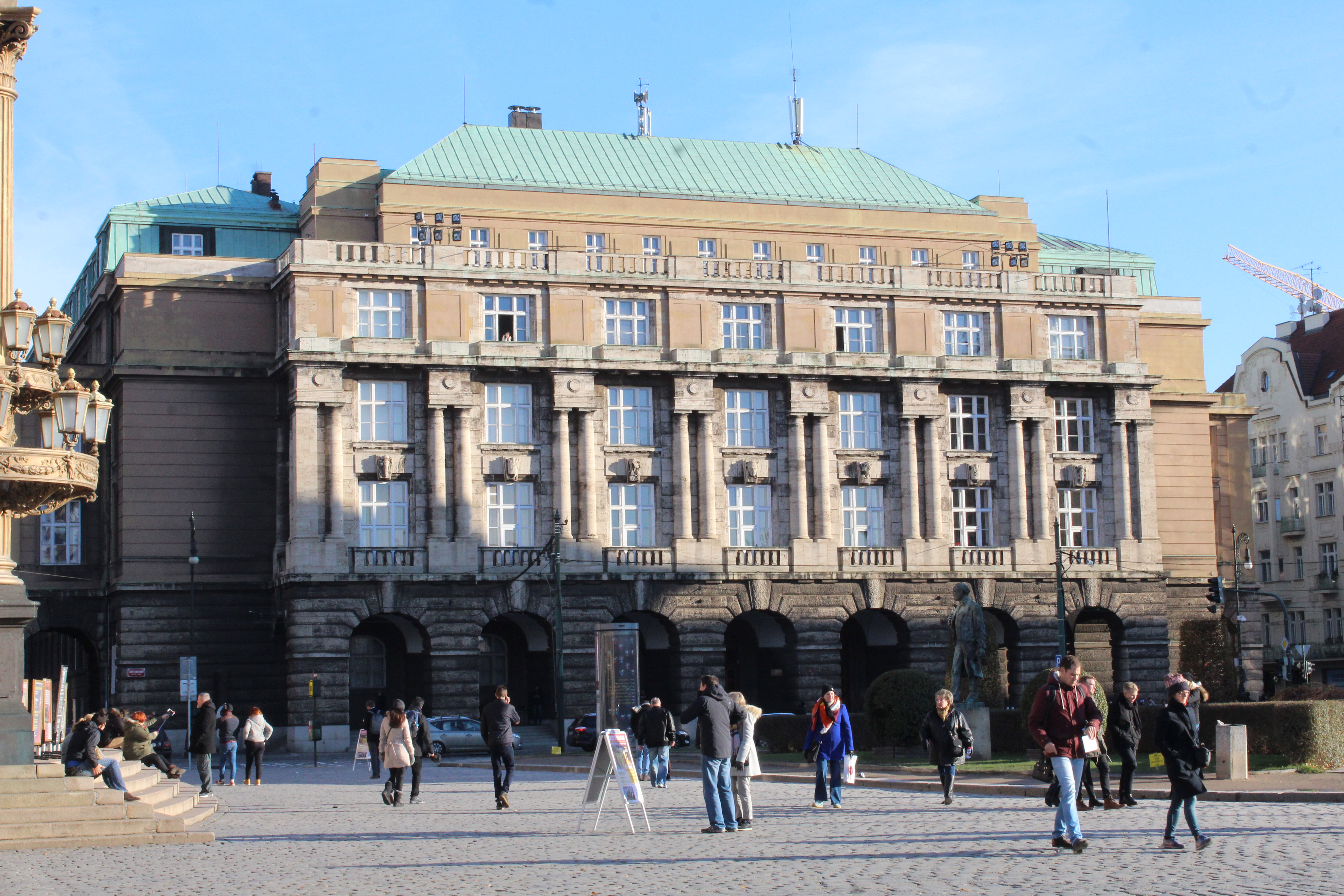
O prédio da Faculdade de Letras da Universidade Carolina.

As autoridades descobriram um grande arsenal de armas naquele dia num edifício da Universidade Carolina, no centro de Praga, e também foram informadas de que o atirador estava a caminho de Praga para tirar a própria vida. Pouco depois disso, o pai do atirador foi encontrado morto.
Às 14h00, a polícia evacuou um prédio da Universidade Carolina, na rua Celetná, onde o suspeito deveria assistir a uma palestra. Às 14h59, a polícia recebeu os primeiros relatos de tiroteio em outro prédio, com relatos de tiros vindos do telhado do prédio da faculdade de artes da universidade. De acordo com Pavel Nedoma, diretor da vizinha Galeria Rudolfinum, um homem foi visto em uma varanda atirando em direção à ponte Mánes, sobre o rio Moldava. Às 15h20, a polícia encontrou o atirador morto. Mais tarde, a polícia revistou a Praça Jan Palach e uma varanda em busca de explosivos.
Um vídeo do repórter Jiří Forman mostrou o suspeito na escola com um rifle. Forman gritou para o suspeito: "Estou aqui, atire aqui!", na tentativa de desviar o fogo dos estudantes que evacuavam do prédio. Forman relatou a interação a um repórter da TV Nova, uma estação de televisão tcheca.

## Vítimas
O atirador matou 14 pessoas na universidade e feriu outras 25.

## Perpetrador

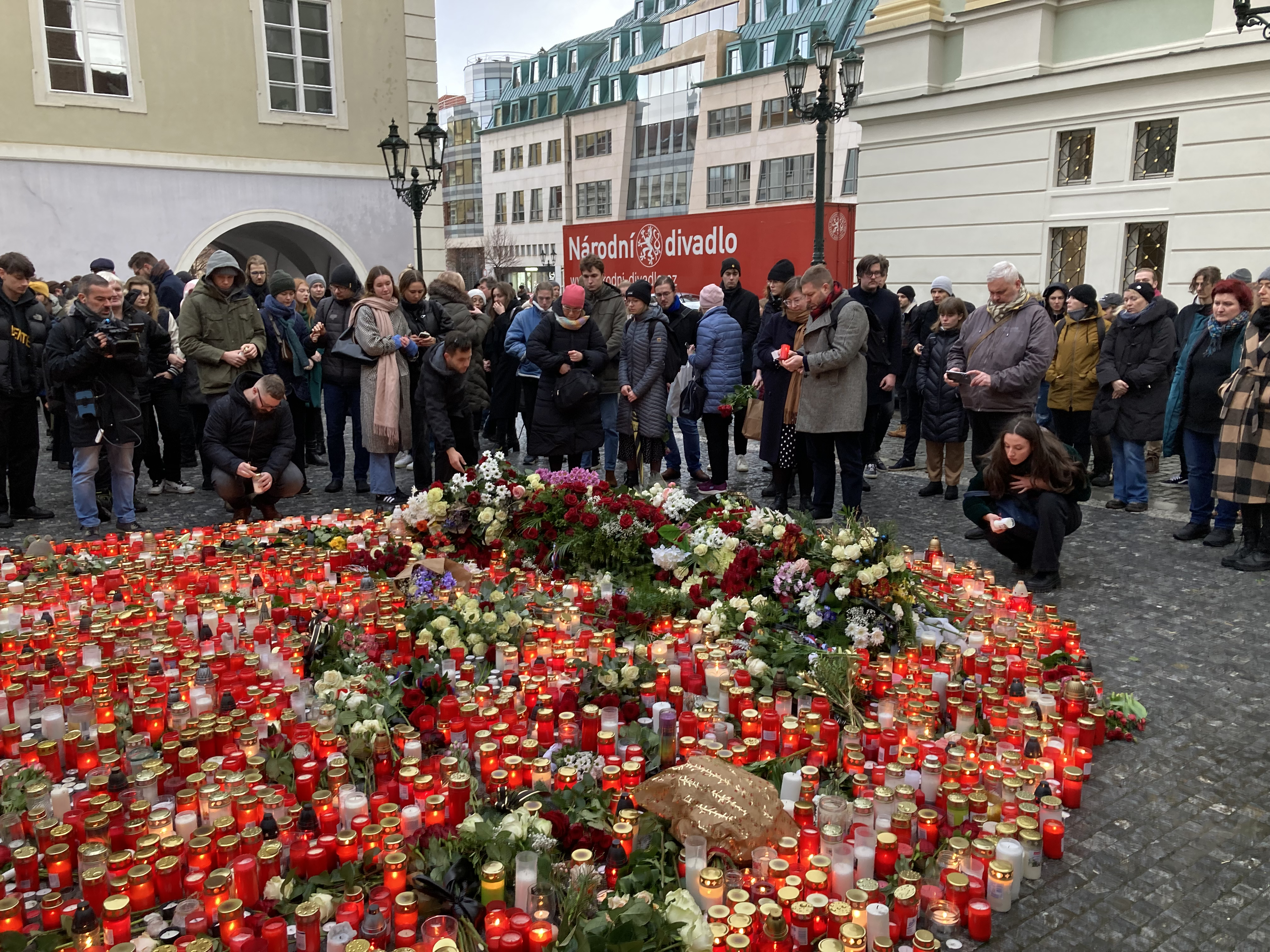
No dia seguinte ao tiroteio, foi montado um memorial improvisado em frente ao gabinete do reitor da universidade.

Um policial da Interpol de Praga disse que o autor do crime foi David Kozak, um estudante de história de 24 anos da cidade de Kladno, a 24 quilômetros de Praga. Pensa-se que o atirador foi inspirado por outros tiroteios em massa no exterior, como o tiroteio na escola em Bryansk, na Rússia, ocorrido no início de dezembro. O chefe da polícia tcheca, Martin Vondrášek, afirmou que o atirador tinha licença para porte de arma e possuía várias armas.
Ele se formou como bacharel em História – Estudos Europeus pela Faculdade de Letras da Universidade Carolina. Em 20 de junho de 2022, defendeu a sua tese de bacharel A problemática do antagonismo da revolta camponesa galega e da revolta de Cracóvia no ano de 1846. Na tese, investigou as causas da derrota da revolta de Cracóvia para a independência do Estado polaco, principalmente o fracasso dos esforços dos insurgentes polacos para obter o apoio dos camponeses galegos para a sua causa. O Instituto Polaco de Praga atribuiu a esta tese o Prémio Marian Szyjkovský na categoria de melhor tese de licenciatura; eles entregaram o prêmio na Embaixada da Polônia em Praga, em 28 de abril de 2023.